# Brazos (rivier)
De Brazos is een rivier in de Amerikaanse deelstaat Texas. De rivier heeft een lengte van 1352 km vanaf de bron van diens langste vertakking tot aan de monding en is daarmee de op twee na langste rivier van de staat. De hoofdrivier begint in Stonewall County, mondt in Brazoria County uit in de Golf van Mexico en heeft een stroomgebied van bijna 116.000 km2. Soms wordt de rivier gebruikt als scheidingslijn tussen Oost- en West-Texas. De rivier speelt een belangrijke rol in de geschiedenis van Texas, met name in de tijd van volksplanting van kolonisten onder leiding van Stephen F. Austin en tijdens de Texaanse Revolutie. Belangrijke instituties als de Texas A&M-universiteit en de Baylor-universiteit liggen nabij de rivier, evenals delen van de grootstedelijke agglomeratie Houston.

## Geografie
Het punt waarop de Salt Fork en de Double Mountain Fork, twee vertakkingen van de bovenloop van de Brazos gelegen in de hoogvlakte Llano Estacado, samenkomen, markeert het begin van de hoofdrivier. De Clear Fork, die langs Abilene stroomt en in de buurt van Graham op de hoofdrivier uitvloeit, is de derde vertakking van de rivier. Zijrivieren van de benedenloop van de rivier zijn de Paluxy, de Bosque, de Little, de Yegua Creek, de Nolan, de Leon, de San Gabriel, de Lampasas en de Navasota.
Bij aanvang loopt de rivier naar het oosten richting Dallas en Fort Worth, maar daarna maakt deze een bocht naar het zuiden, waarbij van oorsprong tot monding respectievelijk Waco, de campus van Baylor University, Calvert, Bryan, College Station, Richmond en Fort Bend County gepasseerd worden. De Brazos mondt net ten zuiden van Freeport uit in de Golf van Mexico.

## Geschiedenis

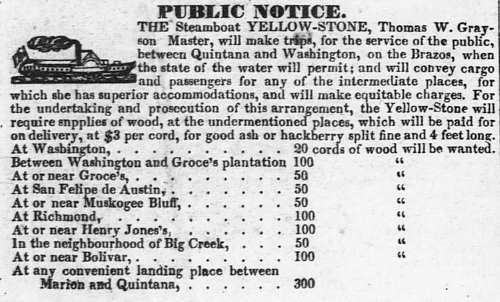
Advertentie uit 1836 voor pakketbezorging tussen Quintana en Washington-on-the-Brazos

In 1822 werd de vallei rondom de benedenloop van de Brazos een van de belangrijkste vestigingsplaatsen in Texas voor blanke Amerikanen. De kolonie was opgericht door Austin en was een van de eerste waar Engels de voertaal was. In 1836 verklaarde Texas zich onafhankelijk van Mexico in Washington-on-the-Brazos, een nederzetting in het huidige Washington County die tegenwoordig bekend staat als de geboorteplaats van de staat. De rivier diende tevens als strijdtoneel tussen de Texaanse en Mexicaanse marine tijdens de Texaanse Revolutie.
Het is onduidelijk wanneer de rivier voor het eerst beschreven is door Europese ontdekkingsreizigers, omdat er vaak sprake was van verwarring met de Colorado. Het is in ieder geval zeker dat de rivier gezien is door René-Robert Cavelier. Spaanse verslaggevers gaven het later de naam Los Brazos de Dios (de armen van God). Voor deze naam waren er verschillende verklaringen die allemaal te maken hadden met het idee dat het het eerste water was dat gevonden werd door dorstige expeditieleden. In 1842 richtte Ethan Stroud, destijds in Texas de afgevaardigde van de indianen, een handelspost op de rivier op.
De rivier was zowel voor als na de Amerikaanse Burgeroorlog belangrijk voor de scheepvaart. Stoomboten bevoeren tot aan Washington-on-the-Brazos de rivier. Hoewel er pogingen werden gedaan om de commerciële scheepvaart op de rivier te bevorderen, bleken spoorlijnen een betrouwbaardere optie te zijn. Alvorens een versnipperd dijksysteem vervangen werd, voltrokken zich al dan niet hevige overstromingen van de Brazos. In 1913 veroorzaakte een zware overstroming een verandering van de loop van de rivier. Op 2 juni 2016 moesten door een forse stijging van de waterspiegel van de rivier delen van Brazoria County geëvacueerd worden. Heden ten dage heeft de rivier als belangrijkste functie het leveren van water voor irrigatie en opwekking van energie.

## Stroomgebied
Het stroomgebied van de Brazos heeft een omvang van bijna 116.000 km2. Het neemt daarmee qua oppervlakte de tweede plek in op de lijst met grootste stroomgebieden in Texas. Binnen dit gebied liggen 42 meren en rivieren die samen ruimte bieden voor meer dan drie biljoen liter water. Het heeft tevens een geschatte beschikbare grondwaterhoeveelheid van meer dan 148 miljard liter per jaar. Ongeveer 31% van de grond in het stroomgebied wordt gebruikt voor de akkerbouw. Om en nabij 61% van de grond bestaat uit grasland (30%), struiken (19,8%) en bos (11%), terwijl het slechts voor 4,6% verstedelijkt gebied betreft. De bevolkingsdichtheid ligt binnen het gebied op 7,5 mensen per km2.

## Waterkwaliteit
Binnen het stroomgebied van de Brazos is er sprake van een aantal problemen omtrent de waterkwaliteit. Onder de voornaamste problemen vallen een hoog zoutgehalte, een hoog bacterieel gehalte en weinig opgeloste zuurstof. De oorzaak voor de problemen kan toegewezen worden aan de afvoer van resten van vee, kunstmest en chemicaliën. Met name akkerland, weilanden en industriegebieden zijn bronnen van de desbetreffende afvoer. Fracking is ook een oorzaak van bezorgdheid over de waterkwaliteit in het stroomgebied van de Brazos. Zo ligt de Barnett Shale, de op een na grootste bron van aardgas in de Verenigde Staten, gedeeltelijk in het gebied. In 2012 was de benedenloop van de Brazos het stroomgebied dat de grootste hoeveelheid giftige afvalstoffen te verwerken kreeg, namelijk meer dan vijftien miljoen kg.